# Shirley (pel·lícula)
Shirley és una pel·lícula dramàtica biogràfica estatunidenca del 2020, dirigida per Josephine Decker, a partir d'un guió de Sarah Gubbins, basada en la novel·la homònima del 2014 de Susan Scarf Merrell, que va formar una "història majoritàriament fictícia" al voltant de la vida real de la novel·lista Shirley Jackson durant el temps en què estava escrivint la seva novel·la de 1951 Hangsaman. La pel·lícula és protagonitzada per Elisabeth Moss com a Jackson amb Michael Stuhlbarg, Odessa Young i Logan Lerman. Martin Scorsese és productor executiu.
Shirley es va projectar per primer cop al Festival de Cinema de Sundance el 25 de gener de 2020, on Decker va guanyar un premi especial del jurat, i es va estrenar a les sales de cinema el 5 de juny de 2020. La pel·lícula va rebre crítiques positives, amb elogis per l'actuació de Moss.
S'ha doblat i subtitulat al català amb la distribució de Youplanet Pictures.

## Repartiment
- Elisabeth Moss com a Shirley Jackson
- Michael Stuhlbarg com a Stanley Edgar Hyman
- Odessa Young com a Rose Nemser/Paula
- Logan Lerman com a Fred Nemser[11]
- Victoria Pedretti com a Katherine
- Orlagh Cassidy com a Caroline
- Robert Wuhl com a Randy Fisher